# Zefram Cochrane
Zefram Cochrane is een personage uit Star Trek. In deze fictieve wereld vindt Cochrane in 2063 de warp-aandrijving uit, waarmee de mensheid sneller dan het licht kan reizen.
Het personage Zefram Cochrane komt driemaal als persoon voor in de Star Trek-films en -televisieseries. In de aflevering 'Methamorphosis' uit 1967 van de originele serie met Captain Kirk ontmoet de bemanning van de Enterprise de dan 150 jaar dood gewaande Cochrane (gespeeld door Glen Corbett) op een planetoïde. De bemanning van de Enterprise uit Star Trek: The Next Generation ontmoet Cochrane als oudere man (gespeeld door James Cromwell) in de speelfilm First Contact uit 1996, net nadat hij de warpdrive uitgevonden heeft. Ook in de serie uit 2001 Star Trek Enterprise komt hij in beeld (weer gespeeld door James Cromwell)

## Biografie in Star Trek
Volgens de Star Trekcanon is Cochrane geboren in 2030 in Montana in de Verenigde Staten en vindt hij daar in 2063 de warp-aandrijving uit. Zijn laatste jaren slijt hij op Alpha Centauri, het enige sterrenstelsel dat met ruimteschepen met sub-lichtsnelheden gekoloniseerd is, om vervolgens in 2117 te verdwijnen. In 'Metamorphosis' blijkt echter dat Cochrane is ontvoerd door een gas-achtige entiteit genaamd de 'Companion'. De Companion heeft Cochrane verjongd en onsterfelijk gemaakt. Aan het einde van de aflevering heeft de Companion de vorm aangenomen van de stervende Starfleet-onderhandelaar Nancy Hedford. Cochrane besluit om samen met de Companion/Hatford de rest van hun inmiddels sterfelijke leven te slijten op de planetoïde.

## Trivia
- Op verschillende plekken wordt melding gemaakt van discontinuïteit in de Star Trekcanon, omdat Zefram Cochrane in de Star Trek -aflevering Methamorphosis jonger is dan in Star Trek: First Contact. Echter, in Methamorphosis meldt Cochrane dat hij verjongd is door de op de planetoïde levende Companion.
- De voornaam 'Zefram' is een fantasienaam die in geen Aardse cultuur voorkomt.
- Zefram Cochrane is het enige personage in de op film vastgelegde Star Trek geschiedenis die ooit de woorden 'Star Trek' (in Star Trek: First Contact) zegt.
- Er van uitgaande dat met de huidige voortstuwingstechnieken met een raket zo'n 100.000 km/h is te halen (het kost 107 megawattuur per ton om die snelheid te bereiken), zou een reis naar Alpha Centauri ongeveer 40 jaar duren.

## Voetnoten
1. ↑  The Star Trek Encyclopedia, Michael Okuda.